# 培養

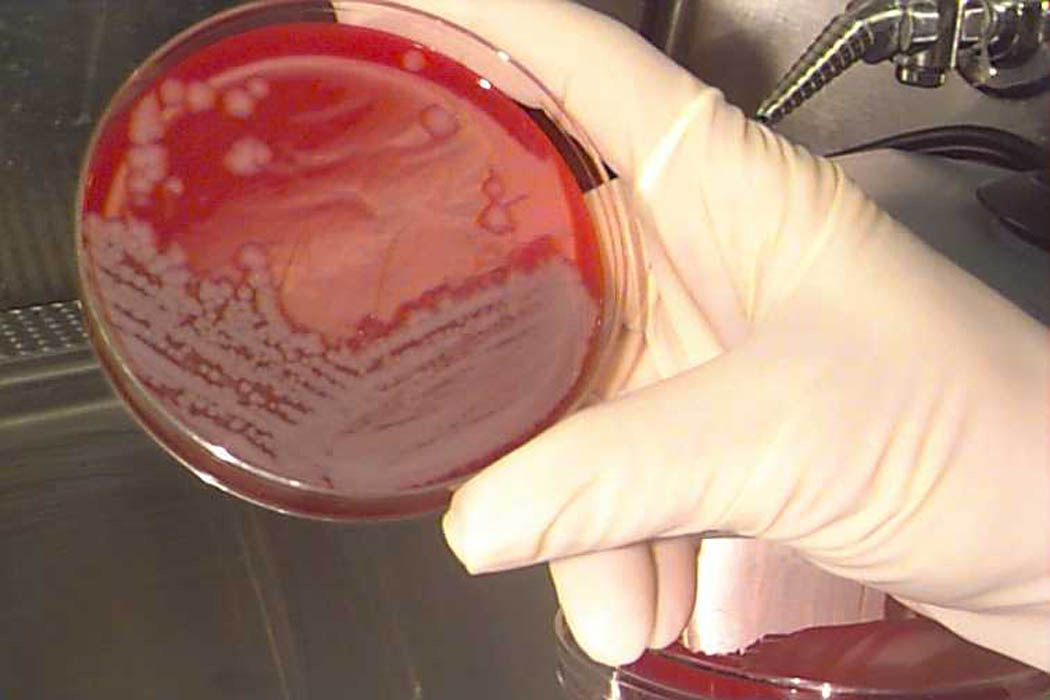
炭疽菌の培養

微生物学において、培養（ばいよう、英: microbiological culture, or microbial culture）は、微生物を人工的な環境下で所定の培地を用いて増殖させることである。

## 歴史
レーウェンフックが微生物を発見してから19世紀までは、微生物の研究は天然から直接採取されたものを中心になされてきた。野外で採集される原生生物や菌類以外では、微生物観察のための素材として肉スープの腐敗したものがよく用いられた。ただし、これは能動的な培養とは区別する必要がある。
パスツールが酵母の研究を行ったとき、彼は酵母の生理作用に関心を持ち、これを研究するために培養液の成分を検討し培養した。このころが培養の黎明期である。ロベルト・コッホは病原体の研究にあたり、病原体の純粋培養を目的として培養法の基礎となるさまざまな技術を開発した。これらの努力により、20世紀初頭には主要な病原性細菌の大部分が培養され、培養技術は飛躍的に発達した。組織培養も、基本的にはこれらの技術の応用から始まったものである。

## 培養の必要性
細胞を培養する目的は大きく二つに分けられる。
- 研究対象の維持
  - 採集活動の労力・手間の軽減
  - 目的細胞の選抜（スクリーニング）
  - コンタミネーションのチェック
  - 生活環の解明 : 細胞相の推移、生殖器官の構造や生殖法の観察
- 細胞の大量取得
  - 細胞のロスが生じる観察手段用（電子顕微鏡観察用の試料作成など）
  - タンパク質や核酸、その他の特定物質の抽出
  - 工業的利用（加工用、食用、有用物質の産生と抽出等）

菌類（真菌類）、藻類、原生動物、細菌類（真正細菌/古細菌）などの微生物では、培養は研究を進める上で必須の手段であり、培養方法が確定していない分類群の研究は遅れるのが常である。単に研究対象の維持という点では、冷凍保存が可能な生物もある。なお、培養や冷凍保存により、目的にかなう精度で維持され続けている生物単位は株と呼ばれる。
微生物についての培養技術はパスツール時代から研究が始められ、大きな発展を遂げはしたが、未だに培養ができないもの（VNCと呼ばれる）が大多数である。他方で、遺伝子関連分野の進歩により、近年では環境サンプル（土壌や低泥、海水など）を直接PCRにかけて塩基配列の増幅を行う、いわゆるenvironmental PCRが可能となっている。これにより、形態観察すら出来ない生物、姿形の分からない生物群を系統樹の上で認識できるようになった。environmental PCRは生物個々の情報量という点では貧弱であるが、生物の多様性を認識し、分類の指針を得るという観点では非常に有益な手法であり、培養できない生物の存在を確認できる点では極めて重要である。しかし、そこから得られる情報は極めて限定的であり、やはりその生物の存在が判明した場合には培養法の確立が望まれるし、それなくしては多くを知ることはできない。

## 培養の種類

### 純度による分類
粗培養
分離培養とも言う。目的の生物を得るために、自然界から採取してきた土壌や水などを適当な培地・条件で培養すること。ここで生物をある程度増やし、単離（後述）などの分離操作を経て培養の純度を高めていく。
二員培養
寄生性で宿主を要する生物や、従属栄養生物の中で生きた餌の捕食を必要とする生物で用いられる。ウイルスの場合は宿主細胞が必須であるため、必然的に二員培養となる。
単菌培養/単藻培養 (unialgal culture)
目的生物以外の真核生物を含まない培養。そのため、細菌類の混入があってもこう呼ばれる場合が多い。単一の細胞から増殖したことが保証される場合はさらにクローン (clonal) の表記が付く。例外的に、単一の細胞に由来する株であってもオートガミー（繊毛虫のエンドミクシス (endomixis) や太陽虫のペドガミー (paedogamy) ）を行って独自に細胞核を再編する生物では、クローンであることが保証されない。
無菌培養 (axenic culture)
単離や洗浄といった物理的手法、あるいは抗生物質添加等の化学的な処理によって、バクテリアの混入までも排除した培養。一般に言う 純粋培養。
純度の観点からは無菌培養が理想的であるが、無菌株はその作成や維持に技術を要するため、用途に応じた精度の培養を行う必要がある。例えば、16S rRNA系統解析を行うときには原核生物の混入は致命的であるが、真核生物しか持たない分子種である18S rRNAの場合は問題はない。他にも、分類群特異的なプライマーで増幅配列を選択したり、濾過や遠心分離などの操作で物理的に不要細胞を排除するなどの手段がある。これらの手法は、二員培養系を利用する場合に特に重要である。
どうしても人工的な環境では育たない生物は、植木鉢に植物を植えてそこに接種したり、動物の体内に注入して育てるなど、他の生物そのものを培養環境として用いるという方法もある。パスツールが狂犬病のワクチンを開発したときには、イヌからイヌ、それも直接に脳から脳へ植え継ぐという荒技を行ったと言われる。現在でも、インフルエンザウイルスなどのワクチン製造には鶏卵が用いられる。

### 液相の置換法による分類
培地添加のタイミングによる分類。すべて液体培地にのみ適用される分類である。
回分培養 (batch culture)
一回毎に新たな培地を用意し、そこへ株を植えて収穫まで培地を加えない方法。個々の培養の品質はバラつくが、コンタミネーションのリスクを分散・低減できる。
流加培養（fed-batch culture, 半回分培養、semi-batch culture）
培養中に、高濃度な培地自体や培地中の特定成分を連続的あるいは間欠的に添加するが、培養ブロスそのものは収穫まで抜き取らない方法。細胞密度を高濃度にしたり（高密度培養）、培養液中のその特定成分の濃度を調節する（多くの場合低濃度に）ことによって目的代謝産物の収量や生産性を高かめたりするなどの目的で行われる。
連続培養（continuous culture）
一定の速度で培養系に培地を供給し、同時に同量の培養液を抜き取る培養法。培養環境を常に一定に保ちやすく、生産性が安定するという特徴がある。反面、一度コンタミネーションが起きると汚染も持続するのが欠点である。
流加培養や連続培養は工業的な用途で用いられることが多い（→バイオリアクター）。研究室における小規模な培養では、特別な装置を必要としない回分培養が主である。

### 撹乱法による分類
物理的な撹乱を与えるか否かとその方法。これも液体培地にのみ適用される分類である。
静置培養
撹乱を与えない培養法。衝撃に対し脆弱な細胞を増やす場合や、特定の形状のコロニーを作らせる場合などに用いる。
通気培養
熱帯魚の水槽のように、いわゆるバブリングを行う培養法。通気の目的は撹乱ではなく、気体を細胞に与えることにある。気体としては通常の空気の他、藻類など光合成生物の同化効率を上げる為に、二酸化炭素分圧を上げた空気などが用いられる。
攪拌培養
攪拌子（スターラー）やスクリューによって、細胞と培地とを混ぜ合わせる培養法。細胞が効率良く培地成分に接するので、増殖速度の向上が見込める。
振盪培養
0.5-数Hz程度の頻度で培養容器を振り動かし、細胞と培地とを混ぜ合わせる培養法。攪拌培養と同様、増殖速度の向上が見込める。

## 培養条件
培養に際して考慮すべき環境条件（培地以外）に以下のようなものがある。
- 温度
- 圧力
- 光
  - 光量子束密度 （photon flux density）
  - 明暗周期
- 気相
  - 酸素分圧（好気環境/嫌気環境）
  - 二酸化炭素分圧

これらの環境条件に関して、一般的な生物とはかけ離れた条件を要求する、あるいはそれに耐え得る生物を極限環境生物という（→極限環境微生物）。
もっとも、これを定義するには一般的な条件というものが存在することが前提である。これは一般には人間の居住する室内のそれを想定する。たとえば1気圧、日陰、25℃といったものである。これが生物にとって真に標準的なものであるかどうかには改めて検討が必要な面もある。たとえば森林土壌の菌類の研究で、実際の森林土壌の温度が多くの場合室温以下であることから、より低い温度で分離培養をし、それまでは得られなかったものが多数出現したことが報告された例もある。

## 培養に伴う操作
採集
培地の作成（→培地）
単離 (isolation)
分離とも言う。天然のサンプルから直接行う場合もあるが、主に粗培養を顕微鏡で観察しながらピペットで目的生物を吸い上げたり（マイクロピペット法）、コロニーを白金耳で掻き取ったりする。
希釈 (dilution)
サンプルを一定の割合で希釈してゆき、希釈系列を作って確率的に細胞を株化する方法。脆弱で単離に耐えられない細胞や、一個体からでは増殖が望めない生物を株化する場合に行う。また、採取してきたサンプルの中ですでに優占状態にある生物を手軽に株化したい時にも用いる。簡便な方法であるが、培養の純度が分かりにくい上、株が確立できた場合でもクローン性は一切保証されない。
前培養 (preculture)
単離した生物をいきなり大容量の培地へ接種すると死滅する場合が多いため、最初は少量の培地へ入れて細胞数を増やし、段階的に培地容量を増やしていく作業が必要になる。単離直後の他、大量培養の前段階としても行われる。
植え継ぎ
培養時間が経過して細胞の密度が限界に達したり、培地内のリソースが食い潰されて細胞の増殖速度が頭打ちとなったとき、培養液を少量とって新たな培地へ移す作業。継代ともいう。これを行って培養を維持することを継代培養（passage culture、subculture）と呼ぶ。
滅菌
- 加熱滅菌
- アルコール滅菌
- 放射線滅菌

培養における課題の一つがコンタミネーション（汚染）対策である。通常身の回りにあるものにはさまざまな菌類や細菌類が付着しているため、これが培養に混入しないよう、培地に触れるすべてのものは滅菌処理を施しておく必要がある。加熱可能な器具はオートクレーブや乾熱滅菌処理、それができないものはエタノール噴霧やガンマ線の暴露を行う。培養用の実験器具はほとんどが滅菌の上密封されて販売されている。
滅菌以外にも、培養を維持する間の操作の際に、空気からの汚染を防ぐためには、HEPAフィルタを備えた無菌室やクリーンベンチが開発されている。また、密封できない培養系、例えば通気を要する光合成生物や好気性の生物の培養には、綿栓やシリコセン®などが用いられる。

## 難培養性生物
極限環境生物や寄生性の生物は、培養系を確立することが困難である。例えば節足動物の腸管内に生育する接合菌門トリコミケス綱の菌類や、同じく節足動物に外部寄生する子嚢菌門真正子嚢菌綱ラブルベニア科に属するものは、わずかに数種類を除いて培養の成功例がない。通常の環境に生息する生物でも、外洋性の放散虫類を初めとして、従属栄養性の原生生物の大部分は安定な培養手段が知られていない。